# (14100) Weierstrass
(14100) Weierstrass ist ein Asteroid des Hauptgürtels, der am 8. September 1997 vom italoamerikanischen Astronomen Paul G. Comba am Prescott-Observatorium (IAU-Code 684) in Arizona entdeckt wurde.
Der Asteroid wurde am 23. Mai 2000 nach dem deutschen Mathematiker Karl Weierstraß (1815–1897) benannt, dessen Hauptwerk der logisch korrekten Fundierung der Analysis und der Entwicklung der Funktionentheorie auf der Basis der Potenzreihenentwicklungen galt.